# Weißbauchschuppentier
Das Weißbauchschuppentier (Phataginus tricuspis, Syn.: Manis tricuspis) ist eine Säugetierart aus der Familie der Schuppentiere (Manidae). Es kommt im westlichen und zentralen Afrika vor und bevorzugt tropische Regenwälder als Lebensraum. Überwiegend sind die Tiere nachtaktiv und leben als Einzelgänger. Mit dem ausgesprochen langen Schwanz und dem kleinen Körperbau ist das Weißbauchschuppentier an ein Leben in Bäumen angepasst, es kommt aber auch auf dem Boden vor und ist zusätzlich ein guter Schwimmer. Die Ernährungsweise der Schuppentierart ist stark spezialisiert, ihre Hauptnahrung besteht überwiegend aus Termiten, seltener frisst sie Ameisen. Übermäßige Bejagung zu Ernährungszwecken und für eine Verwendung einzelner Körperteile, hauptsächlich der Schuppen, in verschiedenen medizinischen Bräuchen haben zu einem deutlichen Rückgang lokaler Populationen geführt. Dadurch wird der Gesamtbestand heute als gefährdet angesehen. Die wissenschaftliche Erstbeschreibung erfolgte 1821. Vermutlich schließt das Weißbauchschuppentier mehrere kryptische Arten ein.

## Merkmale

### Habitus
Das Weißbauchschuppentier zählt neben dem nahe verwandten Langschwanzschuppentier (Phataginus tetradactyla) zu den kleinsten Schuppentieren. Es erreicht eine Kopf-Rumpf-Länge von 35 bis 43 cm, der Schwanz wird rund 34 bis 62 cm lang. Damit ist der Schwanz etwa anderthalbmal so lang wie der restliche Körper, allerdings verhältnismäßig kürzer als beim Langschwanzschuppentier. Das Gewicht variiert von 1,6 bis 3,0 kg, männliche Tiere sind meist größer als weibliche. Wie bei allen Schuppentieren sind die Oberseite des Kopfes, der Rücken und die Flanken, die Außenseiten der Gliedmaßen (allerdings nicht die Unterarme) sowie der Schwanz mit Hornschuppen bedeckt. Die Schuppen zeigen eine einheitliche Färbung, die von graubraun über rötlichbraun bis braungelb variiert. Die Schuppen sind relativ klein, länger als breit und haben drei, nach hinten zeigenden Spitzen. Sie bilden am Körper 19 bis 22, teilweise auch 25 quer verlaufende Reihen. Eine längs über den Rücken ziehende Mittelreihe reicht bis auf den Schwanz. Sie besteht dort aus 30 bis 33 Schuppen, bricht aber kurz vor dem Schwanzende ab und wird durch eine Reihe aus 3 bis 6 Schuppenpaaren ersetzt. An den Seiten des Schwanzes befinden sich noch einmal je 34 bis 37 Schuppen. Das untere Schwanzende ist nicht mit Schuppen bedeckt, stattdessen besitzt das Weißbauchschuppentier dort ein Hautpolster. Die Haut an den unbeschuppten Körperteilen weist einen bräunlichen Farbton auf. Am Bauch ist sie mit weißlichen, dünnen und langen Haaren bedeckt, die an den Beinen in eine bräunliche Farbe übergehen. Der Kopf zeigt eine konische Form, die Schnauze ist gegenüber dem Langschwanzschuppentier dicker, wodurch der Schädel massiger wirkt. Er ist nur spärlich behaart und besitzt dunkle Flecken unter den Augen. Die Augen sind klein mit dunkler Iris und treten hervor. Ohrwülste werden nicht ausgebildet, dafür umgibt die Ohröffnung ein dichtes Haarbüschel. Die Vorderbeine sind etwas kürzer als die Hinterbeine. Alle Gliedmaßen enden in fünf Zehen mit kräftigen, gebogenen Krallen. Die mittlere der Vorderfüße ist zu einer großen Grabkralle verlängert, die die anderen um das Doppelte an Länge übertrifft. Der Hinterfuß erreicht eine Länge von 4,4 bis 5,4 cm.

### Schädel- und Skelettmerkmale

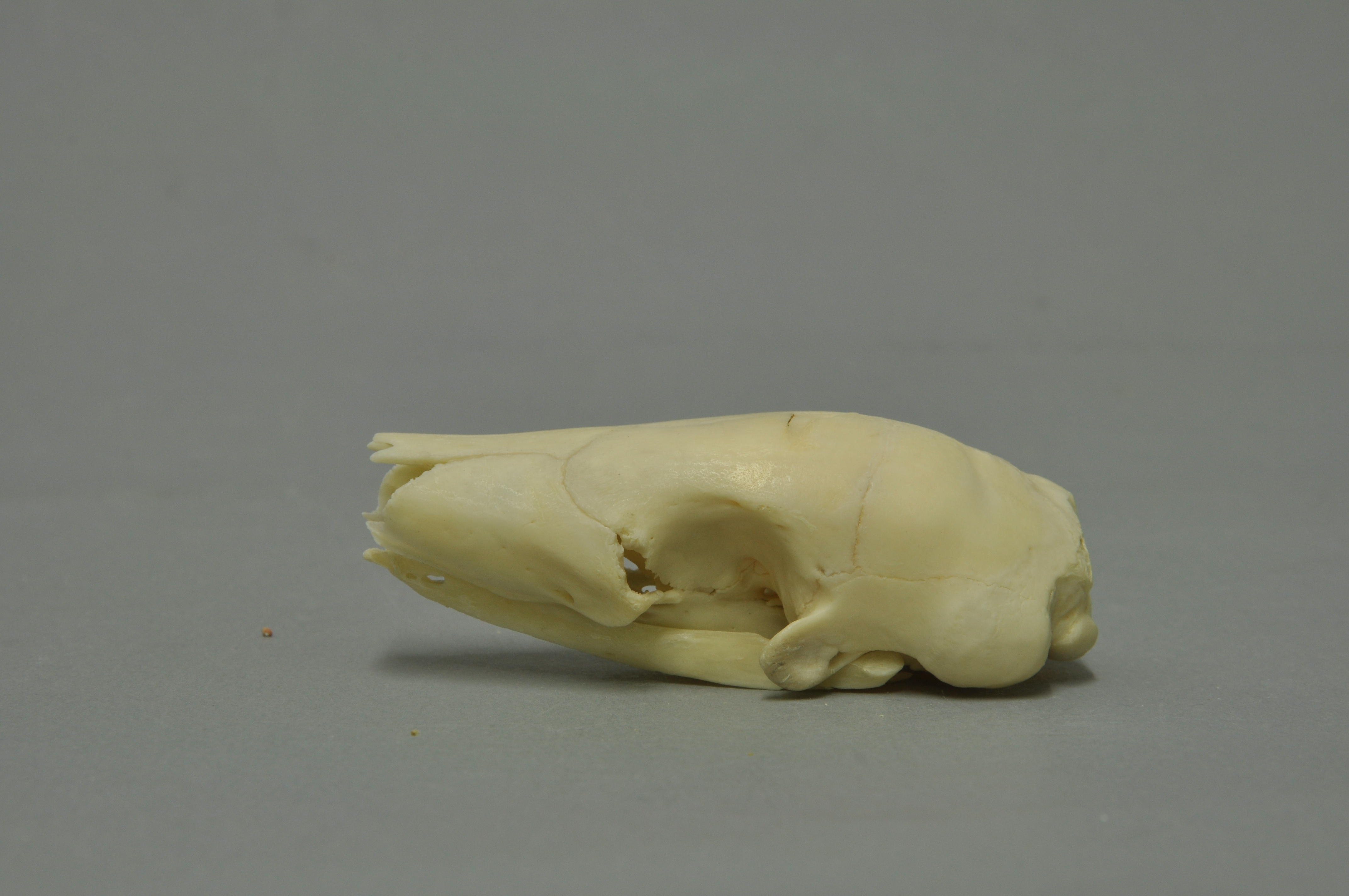
Schädel eines Weißbauchschuppentiers

Der Schädel des Weißbauchschuppentiers wird zwischen 6 und 8 cm lang. Die Wirbelsäule setzt sich aus 7 Hals-, 13 Brust-, 6 Lenden-, 2 Kreuzbein- und 41 Schwanzwirbeln zusammen, insgesamt sind somit 69 Wirbel ausgebildet. Der Schwanz umfasst somit etwas weniger Wirbel als beim Langschwanzschuppentier.

## Verbreitung und Lebensraum

Verbreitungsgebiet (grün) des Weißbauchschuppentiers

Das Verbreitungsgebiet des Weißbauchschuppentiers umfasst Teile von West- und Zentralafrika. Es erstreckt sich von Guinea bis in die Länder des Kongobeckens bis etwa in die nördlichsten Bereiche von Angola. Im Osten ist es noch im Südwesten Kenias sowie im Nordwesten Tansanias und Sambias anzutreffen. Angaben über Vorkommen im Norden von Mosambik und Malawi sind eher zweifelhaft. Hauptsächlich bewohnt die Schuppentierart tropische Regenwälder, sie kommt aber auch in Mosaiklandschaften und offeneren Savannenlandschaften vor, ebenso wie in Sekundärwäldern. Teilweise wurde sie auch in aufgelassenen landwirtschaftlichen Nutzflächen beobachtet, etwa auf verlassenen oder wenig begangenen Ölpalmenplantagen. Dies lässt annehmen, dass die Tiere einen gewissen Grad an Landschaftsbeeinflussung tolerieren. Über weite Teile des Verbreitungsgebietes tritt das Weißbauchschuppentier sympatrisch mit dem Langschwanzschuppentier auf, das aber sumpfigere Regionen bevorzugt. Beobachtungen in Nigeria geben an, dass das Weißbauchschuppentier deutlich häufiger vorkommt als sein naher Verwandter. In nahrungsreichen Gebieten kann die Populationsdichte verhältnismäßig hoch sein. Für das Lama-Waldreservat in Benin wurden 38 Weißbauchschuppentiere auf 45 km² ermittelt, was 0,84 Individuen je Quadratkilometer entspricht. Hier konnte kein größerer Unterschied in der Häufigkeit der Schuppentierart zwischen den Primärwäldern im Zentrum des Schutzgebietes und den umliegenden alten Plantagen ermittelt werden. Teilweise tritt das Weißbauchschuppentier sympatrisch mit dem Riesenschuppentier (Smutsia gigantea) auf, so im Wildtierreservat Dja in Kamerun. In diesen Fällen nutzen beide Arten den gleichen Lebensraum, sind aber zu unterschiedlichen Tageszeiten aktiv. Beim gemeinsamen Vorkommen mit dem Langschwanzschuppentier (Phataginus tetradactyla) wie etwa im Ziama Forest an der Grenze von Guinea zu Liberia ist das Weißbauchschuppentier in durchschnittlich niedrigeren Baumkronenlagen anzutreffen.

## Lebensweise

### Territorialverhalten

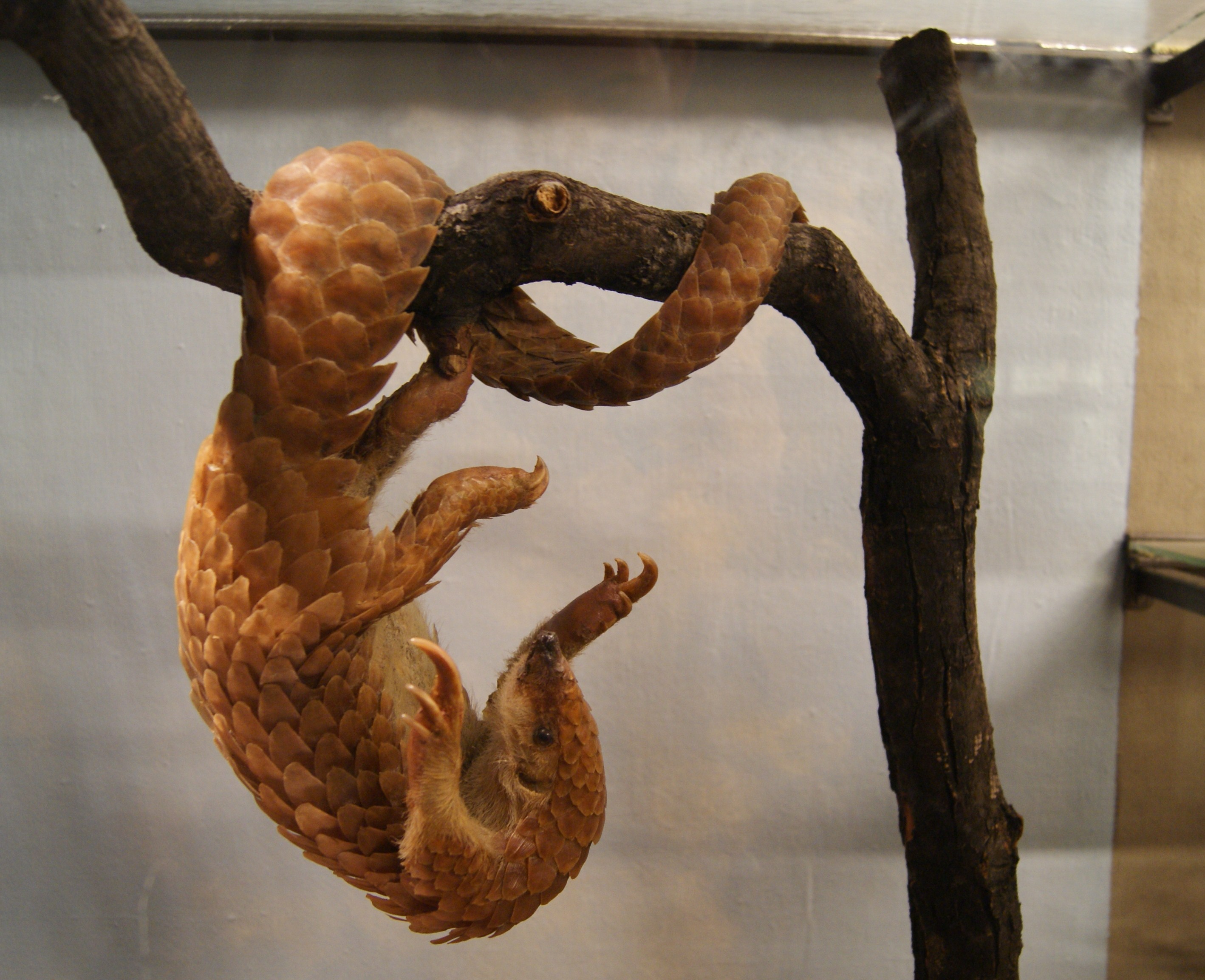
Weißbauchschuppentier

Das Weißbauchschuppentier gehört neben dem Langschwanzschuppentier zu den am besten ausgeprägten Baumbewohnern innerhalb der Schuppentiere, abweichend von diesem ist es aber wesentlich stärker nachtaktiv. Seine Aktivitätsphase beginnt zwischen 18:00 Uhr und Mitternacht. Sie dauert etwa drei bis vier Stunden bei Weibchen an und bis zu zehn Stunden bei Männchen. Meist ruht das Weißbauchschuppentier in Baumhöhlen etwa 10 bis 15 m über dem Erdboden. In Benin konnten Tiere bevorzugt in Höhlen des Kapokbaumes oder aber von Dialium guineense beobachtet werden. Teilweise graben sie auch kleine Erdhöhlen von 30 bis 40 cm Tiefe. Der außerordentlich lange Schwanz des Weißbauchschuppentiers ist eine deutliche Anpassung an das Baumleben. Er dient als Greifschwanz und kann als „fünfte Gliedmaße“ das Gewicht eines Tieres für längere Zeit allein halten. In den Bäumen klettert es mit Hilfe seiner Krallen und des Schwanzes, der zum Abstützen häufig um Äste und Stämme gerollt wird. Vorder- und Hinterbeine werden paarweise bewegt, sodass ein typisch raupenartiger Gang mit sich beugendem und streckendem Rücken entsteht. Beim Absteigen vom Baum bewegt sich ein Tier spiralartig um den Stamm. Manchmal lässt es sich auch zu einer Kugel zusammengerollt herabfallen, was als Reaktion auf brechende Äste angesehen wird. Am Boden nutzt das Weißbauchschuppentier verschiedene Fortbewegungsweisen. Am häufigsten ist der normale vierfüßige Gang, bei dem es Geschwindigkeiten zwischen 1,0 und 1,5 km/h erreicht und die Vorderfüße mit der Fußfläche aufsetzt. Beim schnelleren Lauf fällt es ebenfalls in eine raupenartige Bewegung, wobei der Schwanz dann erhöht gehalten wird. Dabei liegt das größte Gewicht auf den Hinterbeinen. Die Schuppentierart kann sehr gut schwimmen. Dabei bewegt sich der Schwanz undulierend ähnlich einer Schlange und gibt den Vortrieb. Vor dem Schwimmen nimmt ein Tier extra Luft auf, sodass der Körperdurchmesser um bis zu 11 cm zunehmen kann. Diese zusätzliche Luft sorgt dafür, dass der Körper über Wasser gehalten werden kann. Nach dem Schwimmen wird die Luft ausgestoßen, was mit einem trompetenartigen Geräusch einhergeht.
Überwiegend lebt das Weißbauchschuppentier einzelgängerisch und benutzt Aktionsräume, die bei weiblichen Individuen 3 bis 4 ha groß sind, bei männlichen mit über 30 ha aber mehr als die siebenfache Fläche einnehmen. Letztere legen bei ihren nächtlichen Streifzügen bis zu 1,8 km zurück, was im Vergleich zu ihrem großen Aktionsraum relativ wenig ist. Im Aktionsraum befinden sich mehrere Baumhöhlen, die abwechselnd genutzt werden. Männliche Tiere wechseln ihren Unterschlupf täglich, weibliche seltener. Die Reviere der Männchen können sich mit bis zu zehn der Weibchen überlappen. Männliche Tiere tolerieren weibliche in ihrem Territorium, verjagen aber allein umherziehende Jungtiere. Zwischen männlichen Tieren gibt es eine gewisse Territorialität, Kämpfe werden mit synchronisierten Schlägen der Vorderbeine ausgetragen. Zumindest in Gefangenschaft kamen dabei einzelne Tiere ums Leben. Die soziale Kommunikation findet über den hervorragenden Geruchssinn statt. Das Streifgebiet wird mit einem Sekret aus den Analdrüsen markiert. Sekrete aus den Perinealdrüsen kommen bei Aggression und bei Sexualkontakten zum Einsatz.

### Ernährung
Die Nahrung des Weißbauchschuppentiers besteht aus staatenbildenden Insekten, wodurch die Schuppentierart strikt myrmecophag lebt. Abweichend vom Langschwanzschuppentier bevorzugt sie Termiten vor allem der Gattungen Nasutitermes und Microcerotermes, von denen sie die ausgewachsenen Individuen und die Nymphen vertilgt. Seltener frisst das Weißbauchschuppentier dagegen Ameisen. Unter diesen überwiegen Wanderameisen wie Dorylus oder Mirmicaria, aber auch Arten der Gattungen Camponotus, Cataulcus, Crematogaster oder Oceophylla gehören zum Nahrungsspektrum. Die Tiere fressen sowohl baumlebende als auch bodenbewohnende Kolonien, letztere überwiegen aber bei Männchen und subadulten Individuen. Die Nahrung wird mit dem exzellenten Geruchssinn aufgespürt, häufig sucht das Weißbauchschuppentier unter umgefallenen Bäumen oder im Laub. Es attackiert die Nester der Insekten von mehreren Seiten und bricht sie mit den Krallen der Vorderfüße häufig an mehreren Stellen auf. Die Beute verschlingt es mit Hilfe der langen, klebrigen Zunge, die bis zu 30 cm lang werden kann. In der Regel werden die Nester nicht vollständig zerstört, sondern einzelne Tiere kehren mehrmals hintereinander zur gleichen Nahrungsquelle zurück. Weibchen suchen meist Nester in der Nähe des Baus auf, nur wenige hundert Meter entfernt, und fressen rund drei bis vier Stunden täglich. Dagegen entfernen sich Männchen weiter vom Bau und verbringen fünf bis sechs Stunden mit der Nahrungsaufnahme. Täglich kann das Weißbauchschuppentier zwischen 150 und 200 g Insekten vertilgen. Nach dem Fressen wälzt sich ein Tier häufig am Boden, rutscht über diesen, reibt sich an Gegenständen oder spreizt die Schuppen und kratzt sich mit den Krallen, um Insekten zu zerquetschen, die während der Verteidigung des Nestes zwischen die Schuppen gekrabbelt sind.

### Fortpflanzung
Die Fortpflanzung erfolgt ganzjährig. Männliche Tiere durchqueren täglich mehrere Aktionsräume, um nach empfangsbereiten Weibchen Ausschau zu halten. Die Brunft setzt bei weiblichen Tieren alle 3 bis 29 Tage ein, durchschnittlich beträgt der Abstand 9 Tage. Das Vorspiel besteht aus ritualisierten Kämpfen Brust gegen Brust. Danach klettern beide Partner auf einen Baum, in der Regel klammert sich das Weibchen an den Schwanz des Männchens. Während des Geschlechtsaktes, der im Baum stattfindet, sind die Schwänze der beiden Tiere miteinander verflochten. Die Tragzeit wird häufig mit rund 150 Tage angegeben, einzelne Beobachtungen gehen von 112 bis 168 Tagen aus. Sie könnte sich aber auch insgesamt über einen Zeitraum von 7 bis 9 Monate erstrecken. Bei zehn in Gefangenschaft untersuchten trächtigen Weibchen verlief gut die Hälfte der Geburt problematisch und endete mit dem Tod des Jung- und/oder des Muttertiers. In der Regel kommt nur ein Jungtier zur Welt. Dieses ist etwa 29 cm lang und 100 g schwer. Es hat geöffnete Augen, eine rosa Hauttönung und ist haarlos mit Ausnahme der Augenlider. Die ersten ein bis zwei Wochen verbringt das Junge in einer Baumhöhle, danach verlässt es diese auf der Schwanzwurzel der Mutter reitend. Die Saugphase endet nach rund vier Monaten, das Gewicht liegt dann bei etwa 750 g. Mit der Geburt des nächsten Jungtiers verlässt das ältere Junge das Muttertier und geht auf Wanderschaft ohne festen Aktionsraum. Die sexuelle Reife ist mit rund acht Monaten erreicht, nach 15 Monaten wiegt das Junge über 1 kg und ist dann vollständig ausgewachsen, ab dieser Zeit lebt es in seinem eigenen Aktionsraum.

### Fressfeinde und Feindverhalten

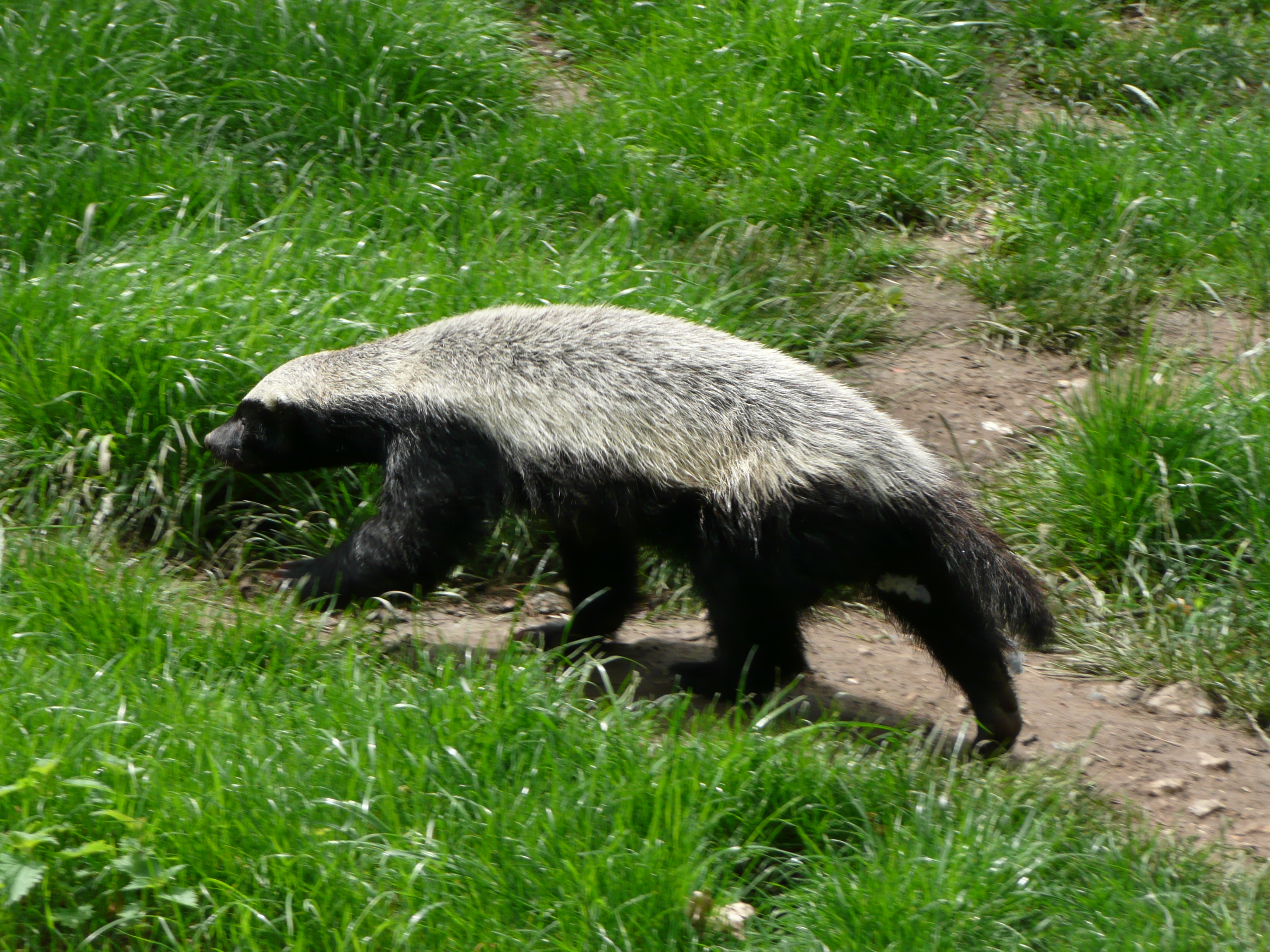
Der Honigdachs als Fressfeind des Weißbauchschuppentiers

Als hauptsächlicher Fressfeind tritt der Leopard auf. Untersuchte Kotreste der Raubkatze im Lopé- und Nationalpark Ivindo in Gabun zeigen aber nur einen geringen Anteil im weiten Beutespektrum. Das Gleiche gilt für die Afrikanische Goldkatze, deren Fäzes im Ituri forest im nordöstlichen Teil des Kongobeckens genauer untersucht wurden. Darüber hinaus stellen auch der Honigdachs und Schakale dem Weißbauchschuppentier nach. Teilweise werden Tiere Opfer des Nördlichen Felsenpythons und von Schimpansen. Häufig findet die Bejagung am Boden statt. Bei unmittelbarer Gefahr stößt ein Tier Sekrete aus seinen Drüsen aus oder rollt sich ein und bedeckt unbeschuppte Körperstellen mit dem Schwanz, ansonsten flüchtet es häufig auf einen Baum.

### Parasiten
Äußere Parasiten stellen Zecken der Gattung Amblyomma dar, die sich meist unter den Nacken- und Rückenschuppen einnisten. Bei Untersuchungen von 26 Weißbauchschuppentieren aus verschiedenen Regionen Ghanas konnte die Zeckengattung an allen Individuen festgestellt werden, darüber hinaus kam äußerst selten noch ein Vertreter der Gattung Haemaphysalis vor. Als innere Parasiten sind vor allem Fadenwürmer und das zu den Kokzidien zählende Eimeria bekannt.

## Systematik
Das Weißbauchschuppentier ist eine Art aus der Gattung Phataginus, die mit dem Langschwanzschuppentier (Phataginus tetradactyla) noch eine weitere enthält. Beide Arten repräsentieren die baumbewohnenden Schuppentiere Afrikas, diese trennten sich laut molekulargenetischen Analysen im Mittleren Miozän vor etwa 13,3 Millionen Jahren voneinander ab. Phataginus formt die eigenständige Unterfamilie der Phatagininae. Ihr gegenüber steht die Unterfamilie der Smutsiinae mit der Gattung Smutsia, in der die bodenbewohnenden Schuppentiere Afrikas vereint sind. Als Schwestertaxon der beiden afrikanischen Linien gelten die asiatischen Schuppentiere der Unterfamilie Maninae mit der Gattung Manis. Alle drei Gruppen zusammen bilden die Familie der Schuppentiere (Manidae). Die Schuppentiere umfassen das gegenwärtig einzige Mitglied der Ordnung der Pholidota, diese sind somit rezent monotypisch. Die Gruppe ist weitläufig mit den Raubtieren (Carnivora) verwandt, die Beziehung zueinander wurde aber erst durch molekulargenetische Untersuchungen ermittelt und abgesichert.
Allerdings wird in einigen anderen Gliederungsversuchen der Schuppentiere die Gattung Manis, die hier die asiatischen Vertreter umfasst, als einzige anerkannte Gattung der Schuppentiere angesehen. Alle anderen Gattungen einschließlich Phataginus haben dann den Status von Untergattungen. Andererseits besteht auch die Auffassung einer weitaus stärkeren Aufsplitterung der Schuppentiere. Hier wiederum bildet das Weißbauchschuppentier den einzigen Vertreter der Gattung Phataginus, das nahe verwandte Langschwanzschuppentier steht dann in der Gattung Uromanis. Die heute favorisierte Aufteilung der Familie der Schuppentiere in die drei Gattungen Manis, Phataginus und Smutsia wurde erstmals Ende der 1990er Jahre vorgeschlagen. Nachfolgende anatomische und phylogenetische Studien untermauerten diese Ansicht.
Einige Autoren unterscheiden zwei Unterarten des Weißbauchschuppentiers:
- M. t. mabirae (Rafinesque, 1821)
- M. t. tricuspis Allen & Loveridge , 1942

Das Typusexemplar von M. t. mabirae stammt aus Uganda, wo es 1938 von Arthur Loveridge gesammelt worden war, und verfügt neben einigen abweichenden Schädelmerkmalen über eine orange- bis zimtfarbene Bauchfelltönung.

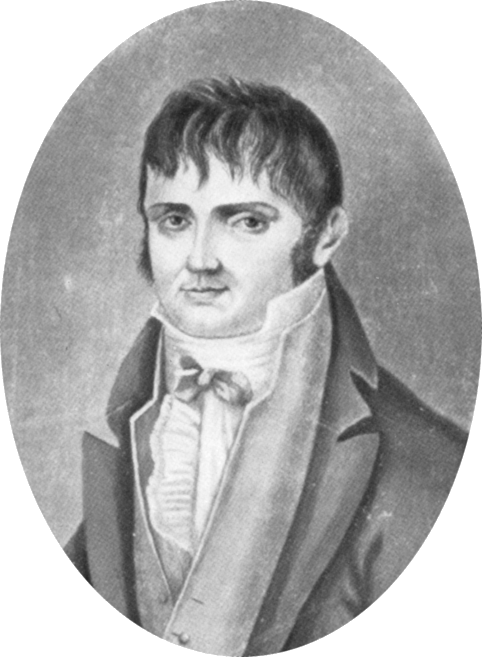
Constantine S. Rafinesque-Schmaltz

Die Aufteilung in mehrere Unterarten ist aber aufgrund der hohen Variabilität des Weißbauchschuppentiers nicht allgemein anerkannt, aufgrund dessen wird es meist als monotypisch angesehen. Molekulargenetische Untersuchungen aus dem Jahr 2015 lassen große Unterschiede zwischen den westlichen und den östlichen Populationen erkennen, die gemäß den Autoren der Studie möglicherweise eine Differenzierung auf Artniveau befürworten. Unterstützt wird diese Ansicht dadurch, dass zwischen Kamerun und Gabun eine biogeographische Barriere besteht, die sogenannte charnière climatique, die beide Populationen voneinander trennt. Weitere Analysen aus den folgenden Jahren an über 100 Weißbauchschuppentieren zeigen eine weitaus komplexere Gliederung auf. Es können insgesamt sechs phylogenetische Linien ermittelt werden, die wahrscheinlich jeweils eigenständige Arten darstellen. Die Aufgliederung dieser weitverzweigten Gruppe begann bereits im Übergang vom Pliozän zum Pleistozän vor etwa 2,7 Millionen Jahren. Neben der genetischen Diversität zeigen sich auch Unterschiede im Schädelbau zwischen den einzelnen Populationen. Fossilfunde der Schuppentierart sind nicht bekannt.
Das Weißbauchschuppentier wurde im Jahr 1821 von Constantine S. Rafinesque-Schmaltz unter der Bezeichnung Manis tricuspis wissenschaftlich erstbeschrieben. Die Typuslokalität gab Rafinesque mit Guinée an, er sah sein Manis tricuspis aber als synonym zu Manis tetradactyla an, dem Langschwanzschuppentier, welches bereits 1766 von Linnaeus benannt worden war. In der gleichen Arbeit stellte Rafinesque die Art Manis ceonyx auf, die heute als identisch mit dem Langschwanzschuppentier gilt. Für die beiden von ihm angegebenen Arten etablierte Rafinesque gleichzeitig Phataginus als neue Untergattung für Manis. Für Phataginus ermittelte er Unterschiede im Bau des Fußes im Vergleich zum damals bekannten Chinesischen Schuppentier (Manis pentadactyla) als asiatischem Vertreter von Manis, dem Rafinesque eine Zuweisung zur Untergattung Pangolinus bescheinigte. Für das Weißbauchschuppentier führte Rafinesque zudem die umgangssprachliche Bezeichnung Phatagin tricuspidé ein. Das Artepitheton tricuspis bezieht sich auf die drei Spitzen der Schuppen.

## Bedrohung und Schutz
Das Weißbauchschuppentier wird stark bejagt. Sein Fleisch gilt als Delikatesse und gelangt lokal auf Märkte, wo es als Bushmeat angeboten wird. Daneben finden die Schuppen und andere Körperteile Verwendung bei traditionellen, medizinischen Gebräuchen in Afrika, etwa beim juju, da ihnen Heilkräfte zugesprochen werden. Die Yoruba in Nigeria nutzen Körperteile des Weißbauchschuppentiers bei mehr als 40 Krankheiten, etwa die Schuppen bei Magenproblemen oder Durchfall, das Fleisch zur Beruhigung oder die Augen gegen Kleptomanie. Allein zwischen April und Juli 2007 boten Händler auf Märkten im nigerianischen Bundesstaat Ogun Untersuchungen zufolge 178 Weißbauchschuppentiere für medizinische Zwecke an. Studien in der Bombali-Region von Sierra Leone ergaben, dass insgesamt 22 verschiedene Körperteile zur Heilung unterschiedlichster Krankheiten genutzt werden, wobei die Schuppen bei Weitem überwiegen. Zunehmend gerät das Weißbauchschuppentier auch in den internationalen Handel, wobei der größte Teil nach Ostasien exportiert wird, wo Schuppentiere in der traditionellen chinesischen Medizin genutzt werden. So wurden im Jahr 2011 in Belgien wenigstens 100 Häute mit Schuppen des Weißbauchschuppentiers beschlagnahmt. Aufgrund dieser drei Bedrohungen kam es in der Vergangenheit zu einem stark rückläufigen Bestand der Schuppentierart. Sie ist Schätzungen zufolge in Ruanda bereits ausgestorben. Berichten von Jägern zufolge, war in Nigeria bereits in den 1990er Jahren die Anzahl der Tiere rückläufig. Seit dem Jahr 2000 ist der Handel mit dem Weißbauchschuppentier oder dessen Körperteilen gemäß dem Washingtoner Artenschutz-Übereinkommen (CITES) verboten, es unterliegt der zero annual export quota des CITES. Darüber hinaus übt die Lebensraumzerstörung durch Waldrodungen weiteren Druck auf die lokalen Bestände aus, was vor allem in Westafrika der Fall ist. Teilweise werden Tiere auch Opfer von Verkehrsunfällen. Die IUCN listet die Art daher als „gefährdet“ (vulnerable). Das Weißbauchschuppentier ist in mehreren geschützten Gebieten präsent. Notwendig für die Erhaltung der Bestände sind die weitere Erforschung der Lebensweise der Schuppentierart und die Wirkung des Jagddrucks auf die einzelnen Populationen. Weiterhin erforderlich ist die Entwicklung nationaler Schutzstandards ebenso wie die Untersuchung der Wege im internationalen Handel.